# Marianne Pajot
Pour les articles homonymes, voir Pajot.

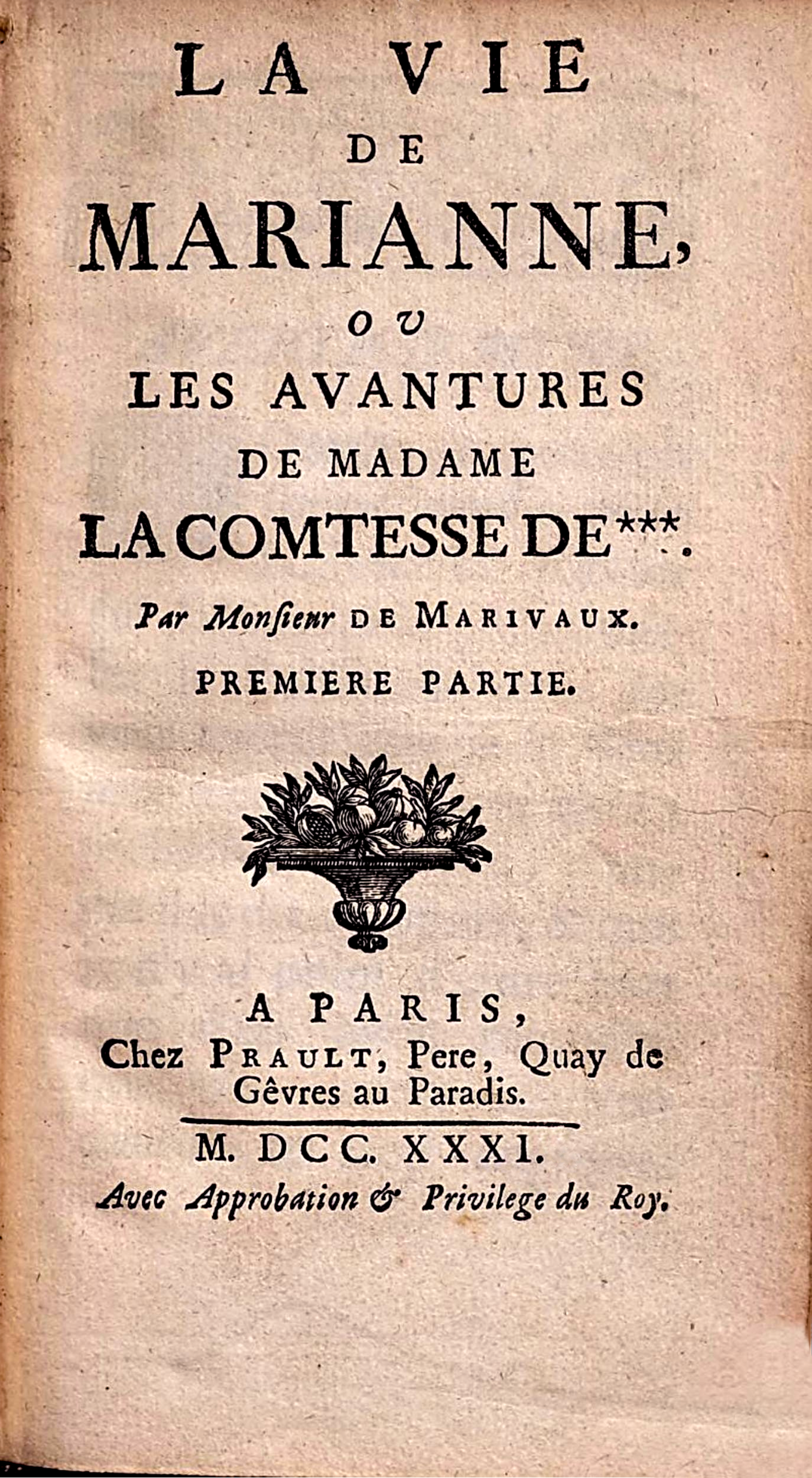

Marianne Pajot ou Marie-Anne Pajot, née vers 1641, morte au Château du Bois-Froust à Niort-la-Fontaine le 19 octobre 1681, inhumée aux Bénédictines de Lassay, fille de l’apothicaire de Mademoiselle de Montpensier, était un personnage remarquable par sa beauté et son esprit.

## Biographie

### Origine
Son père était apothicaire et sa mère était femme de chambre, l'un et l'autre attachés à la maison de Mademoiselle de Montpensier. Élevée au Château de Saint-Fargeau, son instruction et ses manières étaient bien au-dessus de ce qu'impliquait sa naissance. Mademoiselle de Montpensier l'aimait fort et l'attirait constamment dans sa chambre;
mais de méchants rapports détruisirent cette intimité.
Marianne fut accusée d'écrire des lettres à Paris, où elle tournait en ridicule la princesse et ses dames d'honneur: Mademoiselle, la fit partir de sa maison et, congédiée, Marianne vint demeurer à Paris chez sa tante, femme de chambre au service de la duchesse d'Orléans. C'est ainsi qu'elle passa, à l'âge de 20 ans du château de Saint-Fargeau au Palais du Luxembourg, où son esprit et sa beauté lui attirèrent promptement tous les hommages.

### Courtisane
Elle se fait alors courtiser par le duc Charles de Lorraine, veuf depuis peu, et âgé alors de plus de 60 ans. Sans paraître « éblouie » de la proposition de fiançaille, elle demanda du temps pour réfléchir, et dix-huit mois s'écoulèrent de la sorte.
Marianne était fiancée à Charles de Lorraine, duc de Lorraine, et avait été sur le point de l’épouser en 1662. Au moment de la signature, le roi envoya son ministre Le Tellier pour obtenir de Marianne Pajot qu’elle fît renoncer le duc à ses droits sur la Lorraine. Si elle ne consentait pas à agir dans ce sens, le roi la ferait enfermer dans un couvent. Marianne ne se prêta pas à cet arrangement et refusa tout net d’entrer dans les vues du roi. Elle rendit au duc sa parole et fut conduite à la Ville-l’Évêque, où elle demeura enfermée tout le temps du séjour du duc de Lorraine en France.
Cette aventure aurait été connue de Marivaux et lui aurait servi de thème pour son roman la Vie de Marianne, mais cette hypothèse n’est plus guère retenue aujourd’hui,.
Dans son Recueil, Armand de Madaillan de Lesparre a consacré une partie de son récit de l'aventure de Marianne Pajot avec le duc de Lorraine.

### Mme de Madaillan
Devenu veuf à 23 ans, Armand de Madaillan de Lesparre en était fort épris et l’épousa malgré l’opposition de son père, Louis II de Madaillan-Lespare, marquis de Montataire. D’après la tradition, leur nuit de noces dura 72 heures… De ce mariage, elle eut un fils, Léon de Madaillan de Lesparre.
Le marquis de Montataire pour prix de son consentement imposa un traité à son fils le 30 mars 1676 par lequel il retirait à Armand la terre de Montataire et lui laissait l’hôtel particulier de Paris et le marquisat de Lassay, à la condition de prendre en charge une partie de ses dettes.
« La noce eut lieu loin de Paris, sans éclat et sans assistance; le public fut longtemps sans en soupçonner rien. Le Roi seul en fut averti et, pour marquer son consentement, ajouta vingt-cinq mille écus à la maigre dot de Marianne. Lassay quitta subrepticement et sans prendre congé le monde brillant où il avait jusqu'alors vécu, se démit même bientôt de sa charge d'enseigne des gendarmes du Roi; et le couple ignoré s'en aller cacher son bonheur dans la terre de Bois-Froust. Pierre de Ségur. »

### La fin
Ses obsèques eurent lieu le 21 octobre 1681 en l'église de Niort-la-Fontaine, et furent célébrés par le curé de la paroisse, entouré d'un grand nombre de membres du clergé de la région. Son corps fut déposé dans le cloître du Couvent des Bénédictines de Lassay.
« Cette lune de miel se prolongeait depuis bientôt six ans, toujours brillante et sans éclipse, quand la foudre tomba sur ce bonheur tranquille et le réduisit en poussière. Au mois d'octobre 1681, Marianne fut prise à l'improviste d'un mal qui, dès l'abord, mit toute la science des médecins en déroute; elle mourait le 10 du mois, en cette même demeure de Bois-Froust, où s'étaient écoulées les seules années heureuses qu'elle eût jamais connues dans sa brève existence. Sa fin paraît avoir été douce et résignée comme sa vie. « Elle meurt entre mes bras, écrit douloureusement Lassay, et en mourant elle ne songe seulement pas à la vie qu'elle perd elle n'est occupée que de mon affliction, et ne regrette que moi. » Pierre de Ségur. »
.

## Source
- « Marianne Pajot », dans Alphonse-Victor Angot et Ferdinand Gaugain, Dictionnaire historique, topographique et biographique de la Mayenne, Laval, A. Goupil, 1900-1910 [détail des éditions] (BNF 34106789, présentation en ligne), t. III, p. 211.
- Maurice Campagne, Histoire de la maison de Madaillan, 1076 à 1900, Imprimerie. de J. Castanet (Bergerac), 1900.  Voir en ligne
- Pierre de Ségur, Un héros de roman au grand siècle, La Revue de Paris, 15 mars 1901, p. 293 Voir en ligne
- Adelstan de Beauchêne, Histoire de la terre seigneuriale du Boisfroust en Niort, 1 vol. (169 p.) ; in-8, 1921  Voir en ligne